# Adriaen van Ostade
Adriaen van Ostade, o Adriaen Hendricx (Haarlem, 10 dicembre 1610 – Haarlem, 2 maggio 1685), è stato un pittore e incisore olandese.

## Biografia
Era il figlio più grande di Jan Hendricx Ostade e fratello maggiore di Isaak van Ostade.
Secondo Jacobus Houbraken, dal 1627 van Ostade fu allievo di Frans Hals, al tempo maestro anche di Adriaen Brouwer e Jan Miense Molenaer.
Pittore di scene di genere, prediligeva le figure di contadini, interni rustici e avventori di taverne. Tra le sue opere: Famiglia di contadini (1647), Fumatori (1654), Pescivendoli (1672).
Fu suo allievo il pittore fiammingo Jan de Groot.